# 출발! 해피FM
출발! 해피FM 김성은입니다는 한국방송공사의 라디오 채널 KBS 해피FM에서 방송했던 라디오 프로그램이다. 2020년 8월 30일 자로 7년 만에 폐지되었다.

## 역대 방송시간
| 방송 채널  | 방송 기간                        | 방송 시간                  | 방송 분량 |
| ---------- | -------------------------------- | -------------------------- | --------- |
| KBS 해피FM | 2013년 4월 8일 ~ 2017년 2월 5일  | 매일 아침 5:00 ~ 아침 7:00 | 2시간     |
| KBS 해피FM | 2017년 2월 6일 ~ 2020년 8월 30일 | 매일 아침 5:00 ~ 아침 6:00 | 1시간     |

## DJ
- 김성은 아나운서 (여)

## 주요 코너

### 요일 코너
월요일
- 그땐 그랬지!

7,80년대 화제가 됐던 뉴스기사와 함께 당시의 추억의 인기가요를 들어보자
화요일
- 나는 전설이다 (국내)

다시 들어도 좋고,
언제 들어도 감동인
중국, 대한민국, 베트남, 필리핀의 유명 가수들의 음악세계와 히트곡을 들려드립니다.
삶이 노래가 된 가수들을 만나보세요~.
수요일
- 그 장면 그 음악

유명 영화나 드라마의 OST는
세월이 지나도 기억에 남는 선물처럼
가슴을 뭉클하게 하는 감동이 있지요.
그 음악 때문에 잊을 수 없는 그 장면..
스토리보다 더 기억에 남는 OST를 함께 감상해볼까요?
목요일
- 테마가 있는 음악

오늘은 왠지~~바람에 나부끼는 잎새에 설렌다면...
이별을 겪고 우울하다면...
때마다 불쑥불쑥 올라와 폭풍처럼 몰아치는
감정에 어울리는 테마별 음악을 추천해드립니다.
금요일
- 나는 전설이다 (해외)

다시 들어도 좋고,
언제 들어도 감동인
중국, 대한민국, 베트남, 필리핀을 제외한 해외 유명 팝가수들의 음악세계와 월드팝을 들려드립니다.